# Abdelaziz Kamara
Pour les articles homonymes, voir Kamara.
Abdelaziz Kamara est un footballeur franco-mauritanien, né le 10 avril 1984 à Saint-Denis (France). Il évolue au poste de défenseur latéral gauche. 
Abdelaziz Kamara est international mauritanien.

## Carrière

### En club
- 2000-2004 :  AS Saint-Étienne (CFA), Formation
- 2004-2005 :  AS Saint-Étienne (L1), 2 matchs (Coupe de la Ligue)
- 2005-2006 :  AS Saint-Étienne (L1), 3 matchs
- 2006-2008 :  LB Châteauroux (L2)
- 2008-2009 :  Stade Nyonnais FC (D2)
- 2009-2011 :  Ferul Constanza (D2)
- 2011-2012 :  Sud Nivernais Imphy Decize (CFA 2)
- 2012-2013 :  LB Châteauroux B (CFA 2)
- 2013-2014 :  Tarbes PF (CFA)

### En sélection
- Participation au Championnat d'Europe des moins de 19 ans 2003 ( France)